# Krasnik Łobeski
Krasnik Łobeski (deutsch Kratzig, früher Krazig, Crazig und  Cratzig) ist ein Dorf in der polnischen Woiwodschaft Westpommern. Es gehört zur Gmina Węgorzyno (Stadt- und Landgemeinde Wangerin) im  Powiat Łobeski (Labser  Kreis).

## Geographische Lage
Das Dorf liegt in Hinterpommern, etwa 27 Kilometer südsüdöstlich der Stadt Resko (Regenwalde), neun Kilometer südwestlich des Stadtkerns von Łobez (Labes), sechs Kilometer nördlich der Stadt Węgorzyno (Wangerin) und 2 ½ Kilometer westlich des Dorfs  Lesięcin (Lessenthin).

## Geschichte
Das Gut Kratzig war ehemals ein altes pommersches Lehen der in Hinterpommern alteingeborenen Familie Borcke, das nach dem Ableben des Kommissars Achaz von Borck durch den brüderlichen Erbteilungsvertrag vom 3. März 1716 seinem zweiten Sohn, dem Lieutenant und späteren Obersten Jobst Andreas von Borck zufiel. Dieser hinterließ das Gut seinen beiden Söhnen, dem Kammerdirektor zu Königsberg i. Pr. Friedrich Albert und dem Fähnrich Philipp Christian von Borck, die es eine Zeitlang gemeinschaftlich besaßen, bis sie sich am 4. Dezember 1760 darauf verständigten, dass der Erstere das Gut allein übernahm. Friedrich Albert von Borck verkaufte das Gut am 18. Juli 1780 erblich an den Generalmajor Wilhelm von Krockow.  Das Rittergut, das 1786 allodifiziert worden war, verkaufte dieser 1792 für 19.000 Taler erblich dem Lieutenant Franz Friedrich Ernst von Wedel. Es folgten dann weitere Besitzerwechsel, bis das Gut am 6. Oktober 1794 für 28.500 Taler, zuzüglich 100 Taler Gold an Schlüsselgeld, an  den Landrat und Direktor des Borckschen Kreises Ernst August Philip von Borcke, auf Kankelfitz, verkauft wurde.

Dorfkirche, bis 1945 Gotteshaus der evangelischen Gemeinde Kratzig
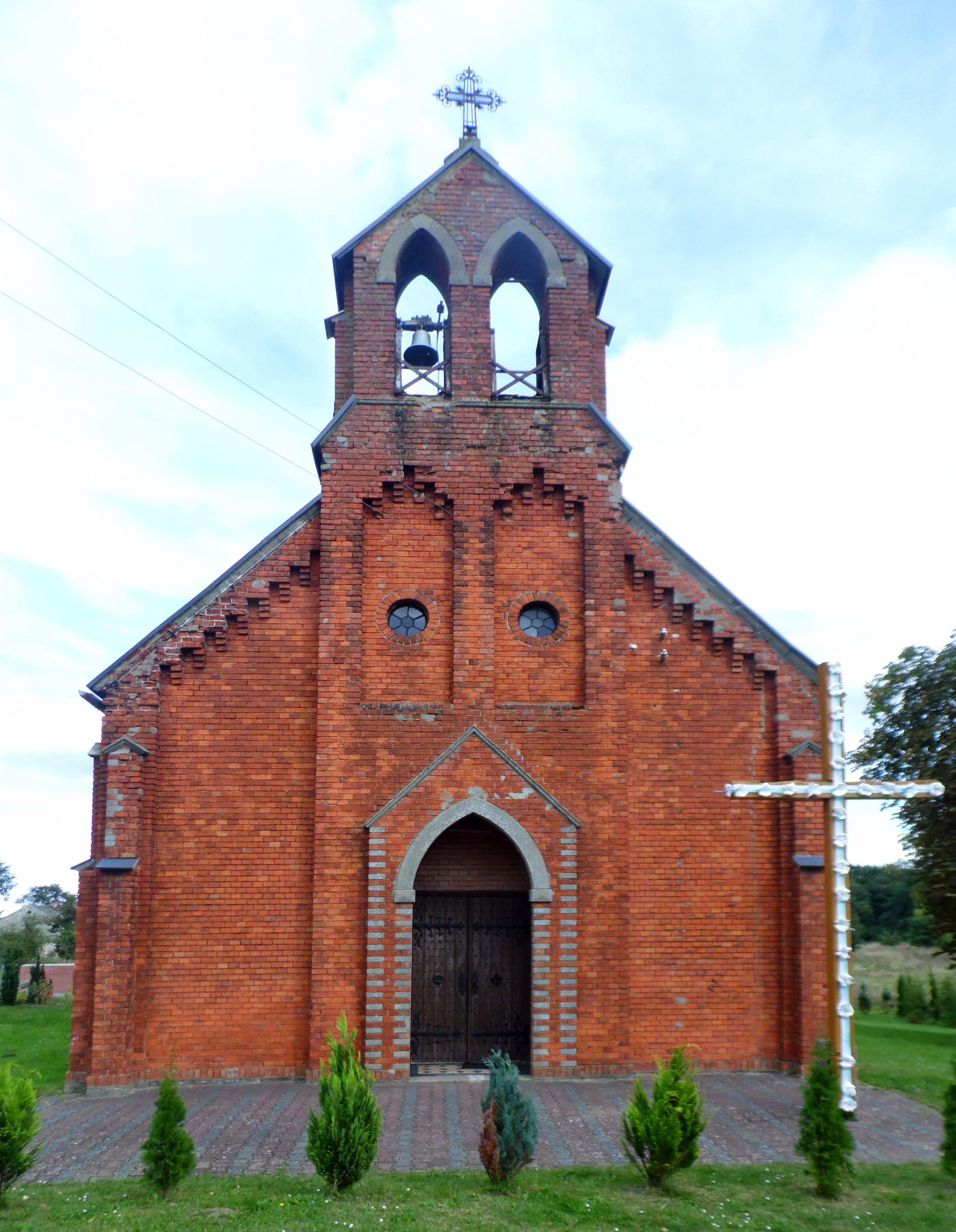
Eingangsseite (2013)
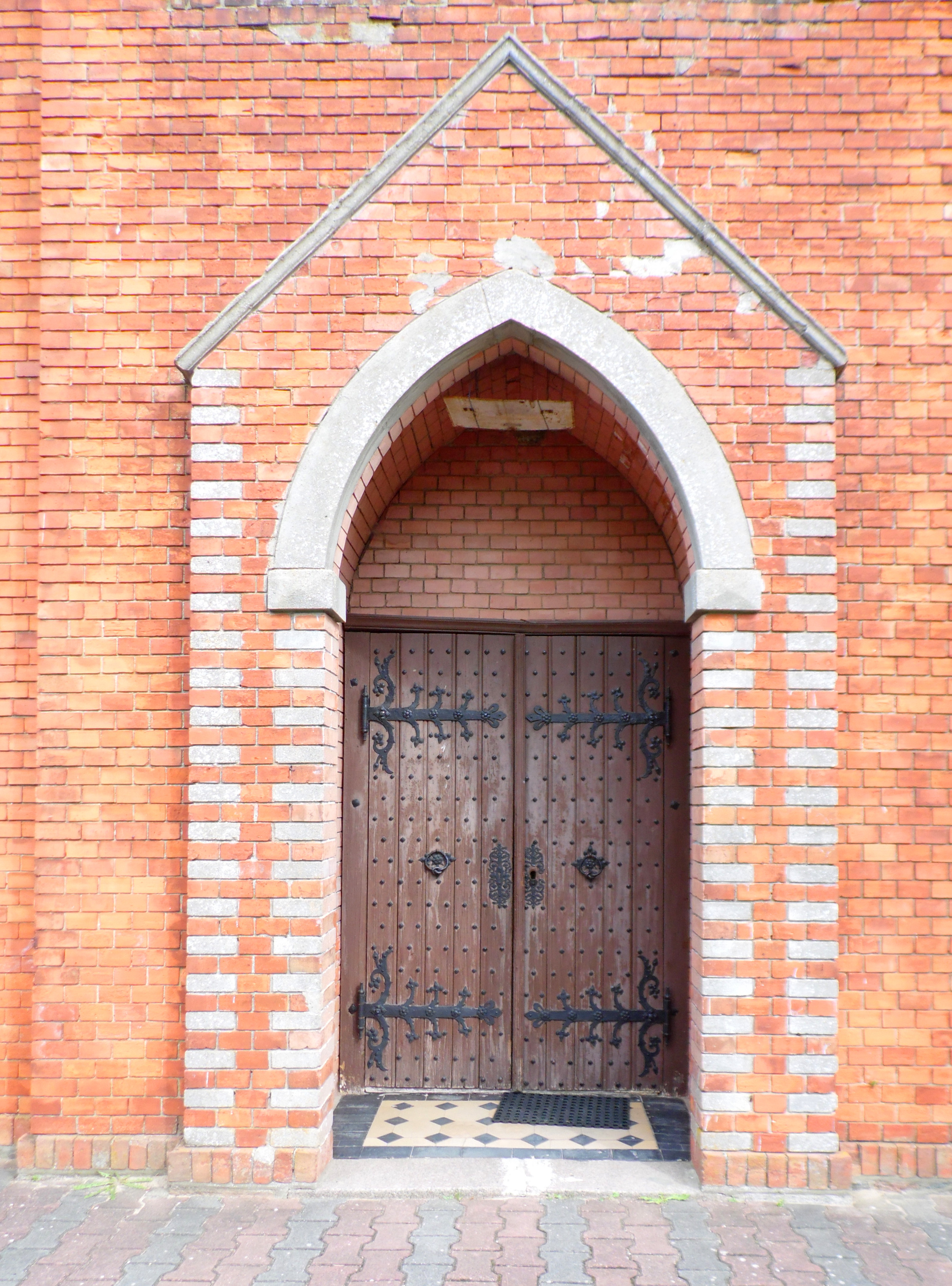
Portal (2013)
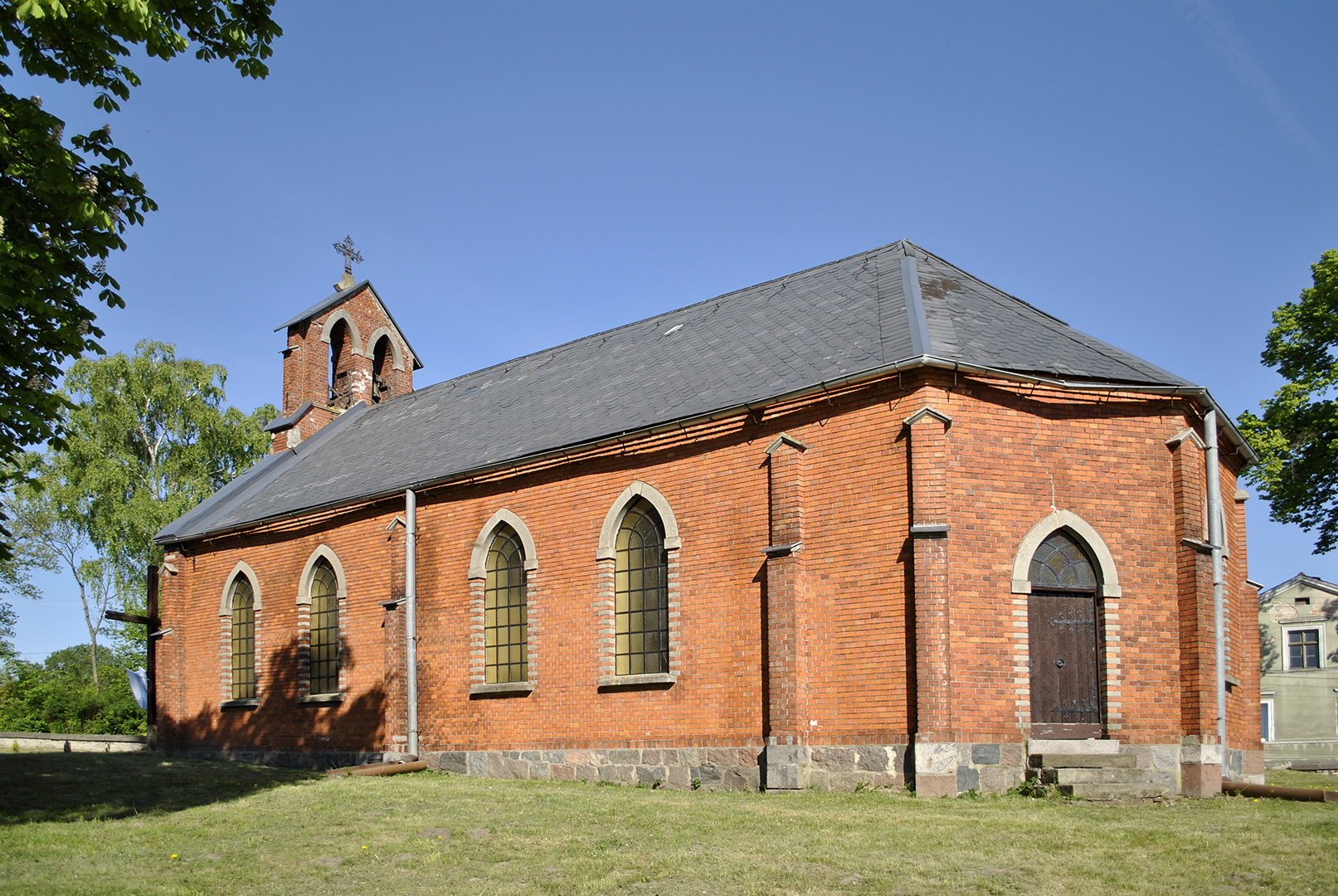
Kirchenschiff (2011)

Zwar nennt ihn die Vasallentabelle von 1804 als Besitzer von Kratzig, Lessenthin und Kankelfitz, infolge der durch die französische Invasion des Landes 1806 und die nachfolgende mehrjährige Okkupation eingetretenen wirtschaftlichen Rückschläge sah er sich jedoch bald genötigt, das wertvolle Gut Kratzig wieder aus der Hand zu geben. Es fanden danach mehrere Besitzerwechsel statt, bis das Gut 1861 an den Berliner Kaufmann Theodor Eugen Possart kam. 1884 war das Gut mit einer Stärke- und Sirup-Fabrik sowie einer Zucht ostfriesischer Rinder 1749 Hektar groß, 1892 wurde die Größe des Ritterguts mit einer Branntweinbrennerei und einer Stärkefabrik mit 563 Hektar beziffert. 1896 wird Eugen Possart, Berlin,  als Besitzer des Ritterguts Cratzig genannt.
Am 1. April 1927 hatte das Gut Kratzig eine Fläche von 622 Hektar, und am 16. Juni 1925 hatte der Gutsbezirk 215 Einwohner.
Um 1939 war Max von Zitzewitz, Rittmeister, Besitzer des Ritterguts.
Die Gemarkung der Landgemeinde Kratzig hatte um 1930 eine Fläche von 8 km². Im Gemeindegebiet, in dem Kratzig die einzige Wohnstätte war, standen insgesamt 28 bewohnte Wohnhäuser.

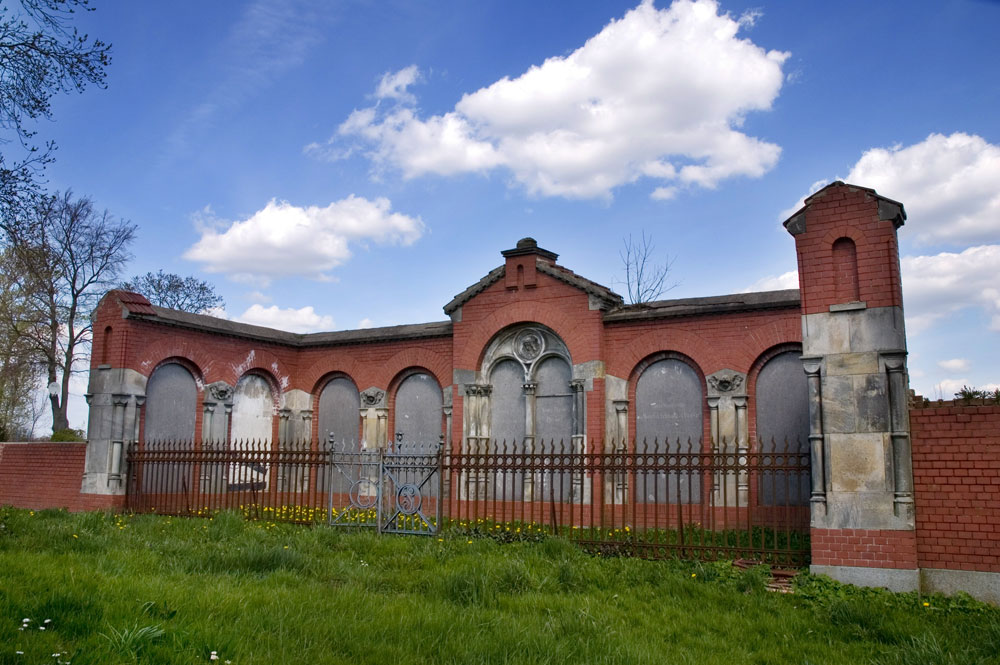
Familiengruft der Familie Possart (2008)

Im Jahr 1945 gehörte das Dorf Kratzig zum Kreis Regenwalde im Regierungsbezirk Köslin der preußischen Provinz Pommern des Deutschen Reichs. Kratzig war dem Amtsbezirk Lessenthin angegliedert.
Gegen Ende des Zweiten Weltkriegs wurde die Region im Frühjahr 1945 von der Roten Armee besetzt. Nach Beendigung der Kampfhandlungen wurde Kratzig zusammen mit ganz Hinterpommern seitens der sowjetischen Besatzungsmacht der Volksrepublik Polen zur Verwaltung überlassen. Danach begann die Zuwanderung von Polen. Das Dorf Lessenthin wurde  unter der polonisierten Ortsbezeichnung ‚Krasnik Łobeski‘ verwaltet. In der Folgezeit wurde die einheimische Bevölkerung von der polnischen Administration aus Kratzig und dem Kreisgebiet vertrieben.

### Demographie
| Jahr | Einwohner | Anmerkungen                                                                                            |
| ---- | --------- | --- |
| 1782 | –         | adliges Gut mit einem Vorwerk, einer Filialkirche von Kankelfitz und 15 Feuerstellen (Haushaltungen)   |
| 1818 | 122       | Dorf, adlige Besitzung                                                                                 |
| 1852 | 202       | Dorf                                                                                                   |
| 1864 | 223       | am 3. Dezember, im Gutsbezirk und Gemeindebezirk zusammen                                              |
| 1867 | 221       | am 3. Dezember, davon 78 im Dorf und 143 im Gutsbezirk                                                 |
| 1871 | 237       | am 1. Dezember, davon 74 im Dorf (sämtlich Evangelische) und 163 im Gutsbezirk (sämtlich Evangelische) |
| 1885 | 254       | am 1. Dezember, davon 74 im Dorf (sämtlich Evangelische) und 180 im Gutsbezirk (sämtlich Evangelische) |
| 1890 | 255       | am 1. Dezember, davon 73 in der Landgemeinde und 182 im Gutsbezirk                                     |
| 1910 | 286       | am 1. Dezember, davon 87 im Dorf und 199 im Gutsbezirk                                                 |
| 1925 | 286       | davon 280 Evangelische und sechs Katholiken                                                            |
| 1933 | 260       | [ 18 ]                                                                                                 |
| 1939 | 289       | [ 18 ]                                                                                                 |